# Jan Långben tar semester
Jan Långben tar semester (engelska: Two Weeks Vacation) är en amerikansk animerad kortfilm med Långben från 1952.

## Handling
Efter en lång vecka på jobbet får Långben till slut ta semester. Tyvärr blir inte semestern vad han förväntat sig, alltifrån en långsam bil med husvagn till punktering.

## Om filmen
Filmen har getts ut på VHS och DVD och finns dubbad till svenska.

## Rollista (i urval)
- Pinto Colvig – Långben[7]
- Alan Reed – berättare, mekaniker, liftare[8]